# Oldřich av Böhmen
Oldrich av Böhmen, död 1034, var regerande hertig av Böhmen mellan 1012 och 1033, och 1034.